# Changfeng Kylin
 (novembre 2023).
Si vous disposez d'ouvrages ou d'articles de référence ou si vous connaissez des sites web de qualité traitant du thème abordé ici, merci de compléter l'article en donnant les références utiles à sa vérifiabilité et en les liant à la section « Notes et références ».
 (novembre 2023).
La Changfeng Kylin est un monospace s'inspirant du Renault Scénic de première génération. [Où ?] [Quand ?] Ses ventes sont extrêmement faibles.